# Schachbundesliga 2010/11 (Schweiz)
Die Saison 2010/11 der Schweizer Bundesliga im Schach sah einen Zweikampf um den Titel zwischen dem Titelverteidiger Valais und Basel BVB, den die Walliser dank des Sieges im direkten Vergleich für sich entscheiden konnten.
Aus der 2. Bundesliga war der Schwarz-Weiss Bern aufgestiegen und erreichte den Klassenerhalt, während Lugano CS absteigen musste. Da Lugano zum Wettkampf gegen Schwarz-Weiss Bern nicht antrat, wurde ihnen ein Mannschaftspunkt abgezogen, sie wären allerdings auch ohne den Punktabzug abgestiegen.
Zu den gemeldeten Mannschaftskadern der teilnehmenden Vereine siehe Mannschaftskader der schweizerischen 1. Bundesliga im Schach 2010/11.

## Abschlusstabelle
| Pl. | Verein                 | Sp | G | U | V | MP   | Brett-P.  |
| --- | ---------------------- | -- | - | - | - | ---- | --------- |
| 01. | Valais (M)             | 7  | 5 | 1 | 1 | 11:3 | 35,5:20,5 |
| 02. | Basel BVB              | 7  | 4 | 1 | 2 | 9:5  | 29,0:27,0 |
| 03. | Schachklub Réti Zürich | 7  | 4 | 0 | 3 | 8:6  | 31,5:24,5 |
| 04. | Schwarz-Weiss Bern (N) | 7  | 3 | 1 | 3 | 7:7  | 29,5:26,5 |
| 05. | ASK Winterthur         | 7  | 2 | 2 | 3 | 6:8  | 29,5:26,5 |
| 06. | SV Wollishofen         | 7  | 1 | 4 | 2 | 6:8  | 28,0:28,0 |
| 07. | Nimzowitsch Zürich     | 7  | 3 | 0 | 4 | 6:8  | 25,0:31,0 |
| 08. | Lugano CS              | 7  | 1 | 1 | 5 | 2:12 | 16,0:40,0 |

## Entscheidungen
|     | Schweizer Bundesmeister: Valais           |
|     | Absteiger in die 2. Bundesliga: Lugano CS |
| (M) | Meister der letzten Saison                |
| (N) | Aufsteiger der letzten Saison             |

## Kreuztabelle
| Ergebnisse | Ergebnisse             | 01. | 02. | 03. | 04. | 05. | 06. | 07. | 08. |
| ---------- | ---------------------- | --- | --- | --- | --- | --- | --- | --- | --- |
| 01.        | Valais                 |     | 5½  | 4½  | 3½  | 4½  | 4   | 6½  | 7   |
| 02.        | Basel BVB              | 2½  |     | 5   | 5½  | 2½  | 4   | 4½  | 5   |
| 03.        | Schachklub Réti Zürich | 3½  | 3   |     | 5   | 5   | 5   | 3½  | 6½  |
| 04.        | Schwarz-Weiss Bern     | 4½  | 2½  | 3   |     | 4   | 2   | 5½  | 8   |
| 05.        | ASK Winterthur         | 3½  | 5½  | 3   | 4   |     | 4   | 3½  | 6   |
| 06.        | SV Wollishofen         | 4   | 4   | 3   | 6   | 4   |     | 3   | 4   |
| 07.        | Nimzowitsch Zürich     | 1½  | 3½  | 4½  | 2½  | 4½  | 5   |     | 3½  |
| 08.        | Lugano CS              | 1   | 3   | 1½  | 0   | 2   | 4   | 4½  |     |

## Aufstiegsspiel zur 1. Bundesliga
Das Aufstiegsspiel zwischen den beiden Siegern der Zweitligastaffeln, dem SC Lyss-Seeland und Sprengschach Wil fand am 21. Mai in Wil statt. Der SC Lyss-Seeland gewann mit 6½:1½ und stieg damit in die 1. Bundesliga auf.
| Sprengschach Wil     | SC Lyss-Seeland          | Ergebnis |
| -------------------- | ------------------------ | -------- |
| Sandro Schmid        | Lorenz Maximilian Drabke | 0:1      |
| Damian Karrer        | Hansjuerg Känel          | 0:1      |
| Fabian Matt          | Alfred Weindl            | 0:1      |
| Philipp Scheffknecht | Nedeljko Kelecevic       | 0:1      |
| Julian Schärer       | Bruno Nideröst           | ½:½      |
| Thomas Näf           | Péter Szakolczai         | ½:½      |
| Helene Mira          | Bernhard Meyer           | ½:½      |
| Claude Douguet       | Jonathan Gast            | 0:1      |

## Die Meistermannschaft
| 1.            | Valais |
| Schachfiguren | Yannick Pelletier, Michael Prusikin, Gilles Mirallès, Wladimir Lasarew, Guillaume Sermier, Julien Carron, Gerard Nüesch, Branko Filipović, Alexandre Domont, Emmanuel Preissmann, Gilles Terreaux, Pascal Vianin. |